# Glossoscolecidae
Glossoscolecidae är en familj av ringmaskar. Glossoscolecidae ingår i ordningen Haplotaxida, klassen gördelmaskar, fylumet ringmaskar och riket djur. Enligt Catalogue of Life omfattar familjen Glossoscolecidae 36 arter. 

## Bildgalleri

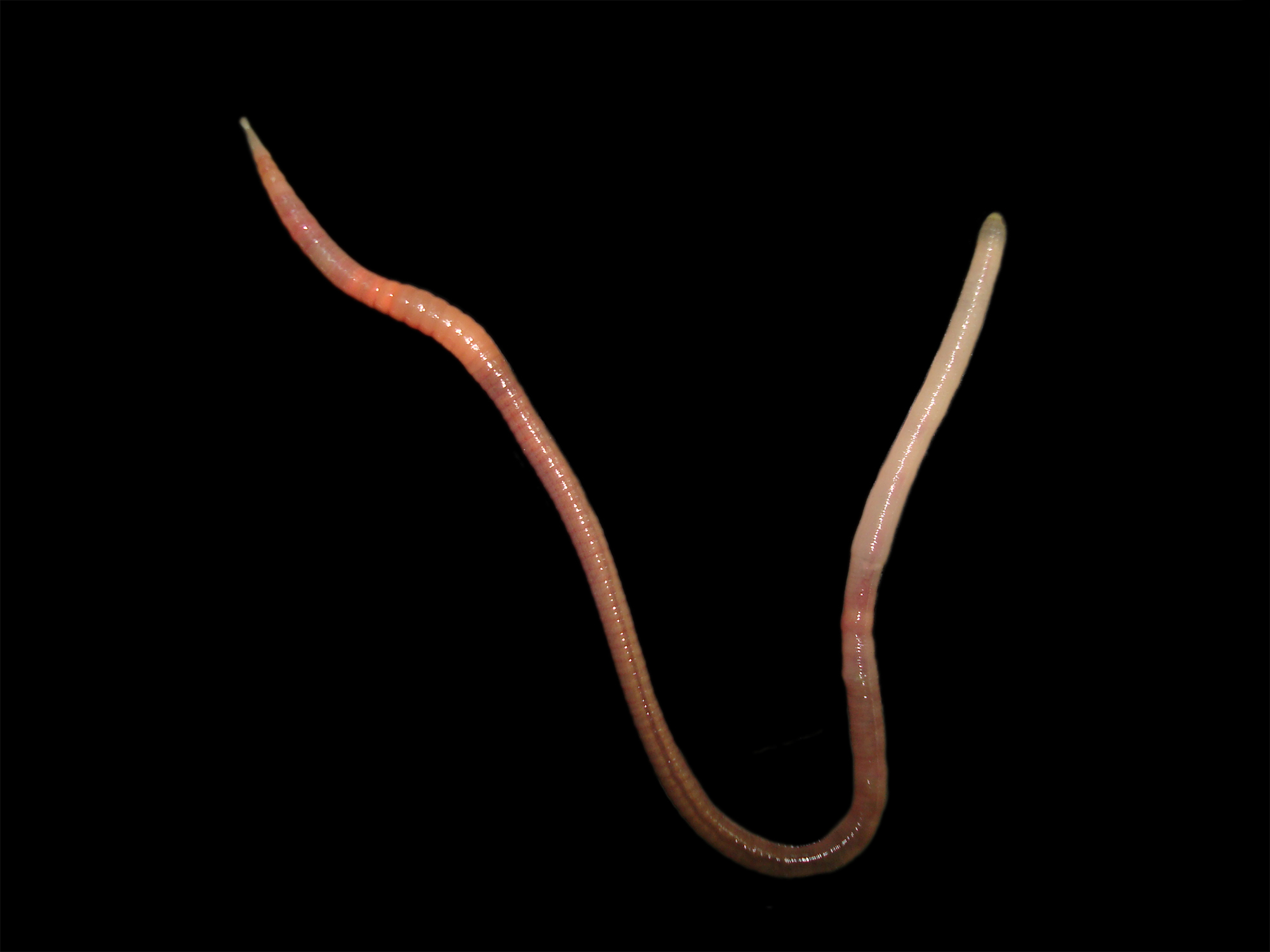

## Dottertaxa till Glossoscolecidae, i alfabetisk ordning[1]
- Alma
- Andiodrilus
- Andiorrhinus
- Andioscolex
- Anteoides
- Aymara
- Biwadrilus
- Callidrilus
- Cirodrilus
- Criodrilus
- Diachaeta
- Diaguita
- Drilocrius
- Enantiodrilus
- Eudevoscolex
- Fimoscolex
- Glossoscolex
- Glyphidrilocrius
- Glyphidrilus
- Holoscolex
- Homogaster
- Inkadrilus
- Kynotus
- Martiodrilus
- Meroscolex
- Microchaetus
- Onychochaeta
- Opisthodrilus
- Periscolex
- Pontoscolex
- Quimbaya
- Rhinodrilus
- Sparanophilus
- Thamnodrilus
- Tritogenia